# Marie-Christine Debourse
Marie-Christine Debourse, po mężu kolejno: Wartel, Denis i Richard (ur. 24 września 1951 w Wambrechies) – francuska lekkoatletka, skoczkini wzwyż i wieloboistka.

## Kariera
Zajęła 11. miejsce w pięcioboju na mistrzostwach Europy w 1969 w Atenach. Na kolejnych mistrzostwach Europy w 1971 w Helsinkach odpadła w kwalifikacjach skoku wzwyż.
Na igrzyskach olimpijskich w 1972 w Monachium zajęła 17. miejsce w pięcioboju. Zajęła 8. miejsce w skoku wzwyż na letniej uniwersjadzie w 1973 w Moskwie, a na mistrzostwach Europy w 1974 w Rzymie była 9. w tej konkurencji.
Zdobyła srebrny medal w skoku wzwyż na halowych mistrzostwach Europy w 1975 w Katowicach, przegrywając tylko z Rosemarie Ackermann z Niemieckiej Republiki Demokratycznej. Na kolejnych halowych mistrzostwach Europy w 1976 w Monachium zajęła w tej konkurencji 4. miejsce. Zajęła 15.–16. miejsce w tej konkurencji na igrzyskach olimpijskich w 1976 w Montrealu.
Debourse była mistrzynią Francji w skoku wzwyż w latach 1971 i 1973–1977 oraz w pięcioboju w latach 1969, 1972, 1973 i 1975–1977, wicemistrzynią w skoku w dal w 1972 i 1975 oraz w pięcioboju w 1970, a także brązową medalistką w biegu na 100 metrów przez płotki w 1976, skoku wzwyż w 1970, w skoku w dal w 1970 i 1974 i w pięcioboju w 1974. W hali była mistrzynią w skoku wzwyż w 1975 i 1976, wicemistrzynią w skoku w dal w 1976 oraz brązową medalistką w skoku wzwyż w 1972.
Sześciokrotnie poprawiała rekord Francji do wyniku 1,88 m oraz ośmiokrotnie w pięcioboju do rezultatu 4228 pkt; oba te rekordy ustanowiła 26 czerwca 1977 w Montargis.